# 吉祥事變

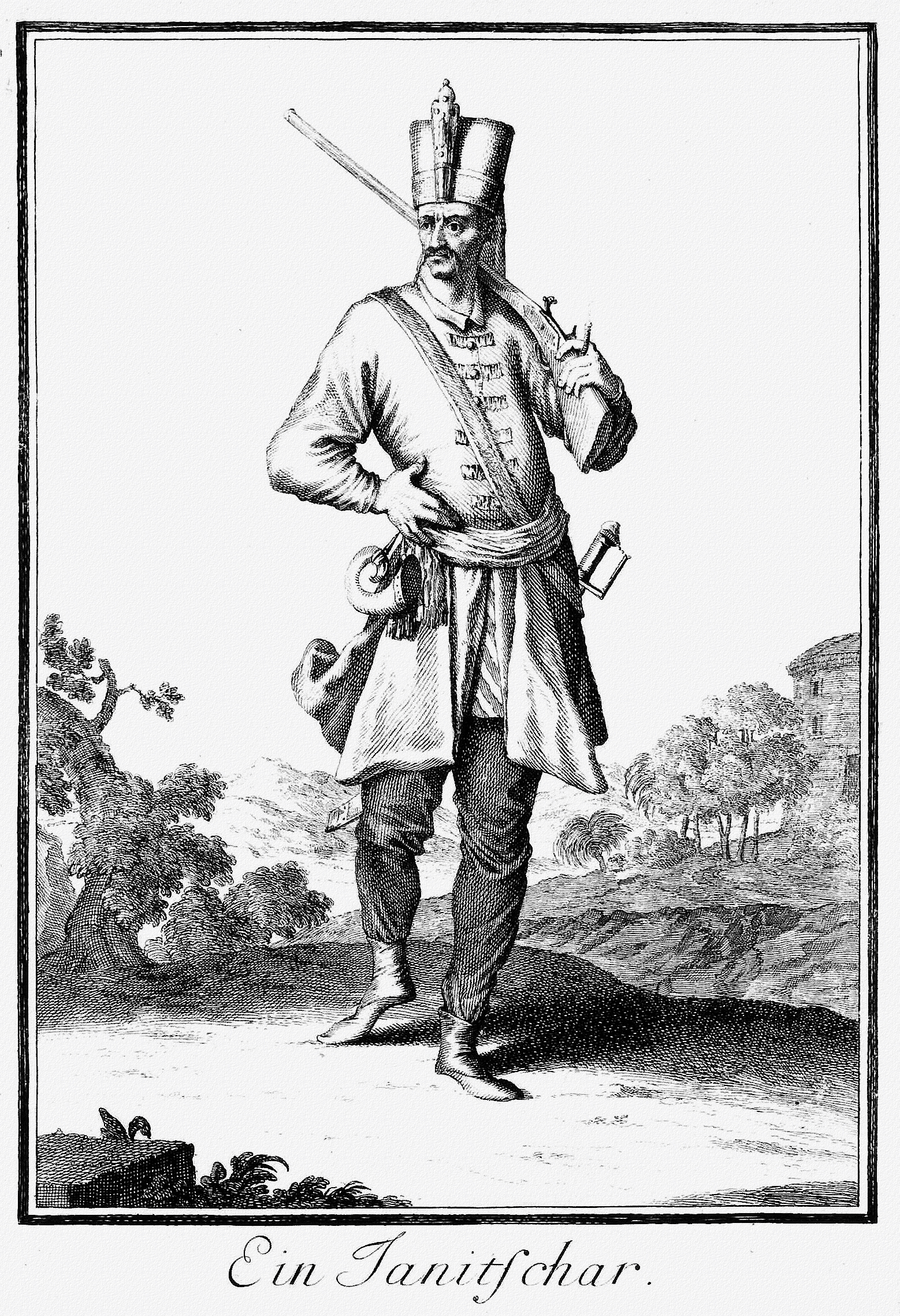
一名近衛軍火槍手，整個耶尼切里軍團在吉祥事變後被解散。

吉祥事變（鄂圖曼土耳其語：‎），是指1826年6月15日鄂圖曼帝國蘇丹馬哈茂德二世廢除傳統蘇丹近衛兵團耶尼切里的事件。135,000名近衛軍軍人武裝叛亂以反對馬哈茂德二世的軍事改革，叛亂平定後領袖被殺，耶尼切里被解散，開始了帝國軍事現代化的改革。

## 背景
自17世紀初，耶尼切里已不再是精銳部隊。絕大部分親兵毫無戰鬥力，反而更熱衷坐享國家俸祿福利及玩弄陰謀權術支配政府，更快地加速了鄂圖曼帝國的衰退。所有嘗試實行軍事現代化改革的蘇丹因觸動近衛軍集團的既得利益，無一不被其發動政變推翻甚至殺害。隨著時間的推移，為了讓鄂圖曼帝國能與歐洲的軍事強國進行競爭，帝國急需建立一套現代化的軍事制度及解散腐朽不堪的耶尼切里。

## 兵變
當馬哈茂德二世開始建立一個新的軍隊並聘請歐洲砲手時，耶尼切里在首都的街道譁變，但因西帕希不支持，他們只好返回回到他們的軍營。
在隨後的戰鬥中，他們的軍營被支持馬哈茂德二世的軍隊砲彈擊中，造成4000人死亡，之後兩軍在街道上激烈戰鬥，倖存者不是逃亡就是被囚，所有財產被蘇丹抄家充公。

## 事後
叛亂平息後，叛變領袖被處決，所有曾參與叛亂的近衛軍一概被抄家，財產充公。年輕的耶尼切里成員被流放或被監禁，成千上萬的親兵被殺害，而耶尼切里的官方宗教拜克塔什教團也被解散。
之后，一個新的現代化部隊「穆罕默德常勝軍」由馬哈茂德二世成立，有些親兵保持低調，並接受平凡的工作崗位，但也有一些因不滿喪失特權在往日徵集親兵成員最多的在波斯尼亞和阿爾巴尼亞叛亂。